# Mirosternus amaurodes
Mirosternus amaurodes är en skalbaggsart som beskrevs av Perkins 1910. Mirosternus amaurodes ingår i släktet Mirosternus och familjen trägnagare. Inga underarter finns listade i Catalogue of Life.